# Likaa
Le Likaa est la confrérie du peuple Bassa qui est un rituel pour absoudre l'inceste. 

## Description
Le Likaa est une confrérie de la communauté Bassa chargée d'absoudre l’inceste.